# Mount Côté
Mount Côté är ett berg i Kanada.   Det ligger på gränsen mellan Alberta och British Columbia, i den västra delen av landet, 3 300 km väster om huvudstaden Ottawa. Toppen på Mount Côté är 2 392 meter över havet, eller 411 meter över den omgivande terrängen. Bredden vid basen är 7,3 km.
Terrängen runt Mount Côté är huvudsakligen kuperad.Trakten runt Mount Côté är nära nog obefolkad, med mindre än två invånare per kvadratkilometer.. Det finns inga samhällen i närheten. 
Trakten runt Mount Côté består i huvudsak av gräsmarker.